# Гірс Олександр Карлович
Олександр Карлович Гірс (нар. 1815 — пом. 1880) — російський сенатор, дійсний таємний радник.

## Біографія
Олександр Гірс походив із дворян; народився 29 травня 1815 року в Радзивилові, де його батько, Карл Карлович (1777—1835), був поштмейстером.
За матір'ю своєю доводився рідним племінником графу Ф. П. Літке. Молодший його брат Микола Карлович був міністром закордонних справ. Олександр Гірс здобув освіту в Царскосельскому ліцеї, який закінчив 31 жовтня 1835 року зі срібною медаллю і чином титулярного радника. 11 грудня того ж року він вступив на службу в Державну канцелярію, а в січні 1838 р. переміщений у щойно утворене Міністерство Державного Майна. Тут йому було доручено в березні 1838 року ведення справ спеціальної комісії кадастру.
Цими заняттями визначилася його подальша діяльність: він усе своє життя присвятив вивченню і розробці економічних і господарських питань.
У травні 1842 року Гірс переміщений у господарський департамент Міністерства Внутрішніх Справ чиновником особливих доручень VI класу; тут на нього стали покладатися різні доручення, переважно по міському господарству та благоустрою.
Так він був відряджений у червні 1842 р. для ревізії міст Ярославської губернії і вишукування джерел збільшення міських доходів; у жовтні 1843 року йому було доручено складання інвентарних описів Ярославля, Ростова, Рибінська і Углича, але у січні 1844 р. він був викликаний до Петербурга, встигнувши закінчити тільки опис Ярославля; в квітні того ж року брав участь разом з H.A. Мілютіним у складанні проєкту суспільного устрою С.-Петербурга, в липні збирав відомості в Рибінську про хлібну торгівлю, в серпні був відряджений білоруським трактом у Могилів для вжиття заходів по припиненню чумної зарази серед худоби.
У 1845 році в лютому збирав відомості в Новгороді для забезпечення продовольством постраждалої від неврожаю Псковської губернії і вивчав ярмаркову торгівлю в Ростові Великому, в травні брав участь у складанні проєкту про права стану і повинності городян, найманих слуг і робітників і був членом комісії для накреслення проєктів про приєднання магістратів і ратуш до повітових судів; у лютому 1846 р. засідав у комісії експертів для дослідження способу зробити спиртові освітлювальні суміші не придатними до вживання, а в березні - в комісії по введенню в Петербурзі громадського управління за новим Положенням. 15 березня 1846 М. Г. призначений чиновником особливих доручень V класу при Міністерстві, з відрядження у господарський департамент.
У травні 1846 він брав участь у складанні проекту Поліцейського Судового Статуту для робітників і найманих слуг, а з вересня по листопад 1847 р в тимчасовій комісії по огляду приміщень чорноробів і дослідженню відносин робітників до їх господарям і наймачам.
У наступні роки він їздив в Херсон (квітень 1847 г.), Одесу (квітень 1847 г.), Воронеж (січень 1848 г.), Пензенську губ. (Травень 1851 г.) — для огляду дій комісії по розмежуванню і господарському розподілу міських земель, і для збирання відомостей про міське нерухоме майно, брав участь в різних комісіях з благоустрою С.-Петербурга, і в. комісіях: про перегляд правил про свічковий зборі з євреїв (вересень 1848 р — листопад 1849 г.), для накреслення закону про дроті води (лютий 1854 г.), для накреслення проектів перетворень губернських і повітових установ (жовтень 1859 г.), для вирішення питань по справі про караїмів (лютий 1860 г.), про перегляд гільдейського положення (травень 1853 г.).
З 26 липня 1854 по 15 червня 1856 року він перебував у Саратові, куди був призначений головою судової комісії у справі про вбивство там християнських хлопчиків, в чому були запідозрені деякі євреї; понад те йому доручено провести дослідження про всіх допущених у цій справі Київської міської поліцією упущення і протизаконних діях.
7 вересня 1854 підвищений до звання дійсного статського радника; 22 березня 1857 року призначений членом Ради Міністра Внутрішніх Справ. З нагоди вчиненого розлади грошових оборотів міста Одеси, в січні 1858 року прийняв в своє завідування все виробляються в господарському департаменті справи про пристрій Одеського міського господарства і впорядкування його бюджету; результатом його роботи було внесення в грудні 1858 року в Державну Раду припущень Міністра Внутрішніх Справ про пристрій бюджету гір. Одеси. 1 травня 1858 року призначений членом, заснованої при господарському департаменті особливого комітету для розгляду проектів статутів акціонерних компаній і товариств.
З 20 листопада 1858 по 28 січня 1859 був у відрядженні в Естляндську губернію, для зборів докладних відомостей про становище Кренгольмської мануфактури і складається при ній поселення, а також для складання угод з Правлінням Товариства цієї мануфактури про правильний устрій нового поселення в поліцейському, громадському і судовому відносинах.
За царювання Олександра II (1859 г.) брав участь в редакційних комісіях при Головному комітеті по селянському справі в якості члена від Міністерства Внутрішніх Справ і був одним з видних діячів селянської реформи. Він був членом адміністративного відділення комісій і прийняв на себе разом з двома іншими членами редакторські обов'язки.
Його участь в реформі не обмежилася роботою в редакційних комісіях: 1 травня 1859 року він був відряджений за кордон для вивчення в Німеччині пристрою сільських громад і склав потім записку «Про управління сільських товариств в поліцейському відношенні за новітніми законодавствам Німецької держави»; справив також перевірочні роботи по визначенню вищих і нижчих розмірів наділів для Астраханської губернії.
Багато працював і над фінансовими реформами Олександра II, особливо над скасуванням питних відкупів і введенням акцизної системи: з грудня 1860 він був членом комісії зі складання проекту законоположення про перетворення існуючої відкупної системи справляння питного податку та про встановлення з 1863 р нової акцизної системи і за труди в ній вироблено 1 січня 1862 року в таємні радники.
26 січня 1862 року призначений членом Ради Міністра Фінансів (міністром був його товариш по ліцею М. X. Рейтерн), 26 лютого — помічником голови комісії, Найвищої заснованої для поліпшення податків і мит (він складався її членом з жовтня 1859 г.), в якій за його безпосередньої участі розроблено положення про податок з нерухомого майна в містах і про цукробуряковий акциз, статути про золотої промисловості, гербовий збір, перетворення постойной повинності і ін .; деякі з них привели у виконання тільки частиною, інші ж зовсім не отримали затвердження, але і вони принесли користь завдяки масі зібраного і розробленого матеріалу.
Сюди відносяться його записка: «Про соляної регалії і акциз з солі в найважливіших державах Європи» (СПб. 1860) і складений ним "Доповідь відділу непрямих зборів. № 5. Про державний соляному доході "(СПб. 1861). Будучи членом Ради Міністра Фінансів, Гірс був членом цілого ряду комітетів і комісій: з перегляду рекрутського статуту (лютий 1862 г.), для обговорення правил прийому іноземців в російське підданство (жовтень. 1862 г.), для перегляду митного тарифу (жовтень 1867 р .), для розробки положень про особистої військової повинності (листопад 1870 г.), особливого наради під головуванням Військового Міністра для обговорення того ж питання (квітень 1875 г.), комітету з обговорення питань про застосування до міст прибалтійських губерній загального городового положення 1870 р і був головою комісій: для перегляду правил про службові переваги і пенсійного Статуту (грудень 1866 г.), для складання припущень про облік осіб, які підлягають військової повинності (лютий 1874 г.), зі складання проекту положень про управління Туркестанським краєм (квітень 1874 г.); з питання про обкладення земським збором кам'яновугільних шахт (жовтень 1875 р.)
У 1864 р був у відрядженні для огляду казенного Ілецького і приватних Пермських соляних промислів, з метою з'ясування зручності і можливості застосування до даних промислів проекту положення про національному доході з солі, складеного податковий комісією, а в 1874 р їздив за кордон для вивчення питань про порядок ведення народних переписів в найважливіших державах Європи.
З 1864 по 1875 рік був представником Міністерства фінансів в правлінні Санкт-Петербурзького приватного комерційного банку .
1 січня 1874 році йому наказано бути присутнім в Уряді Сенаті, з залишенням на посаді помічника голови комісії для перегляду системи податей і зборів. 1 січня 1879 року призначений товаришем міністра фінансів (цю посаду він виправляв неодноразово і раніше з 1865 р), з виробництвом в дійсні таємні радники і у званні сенатора.
Після закінчення російсько-турецької війни міністру фінансів випала турбота привести в порядок наші фінанси. Для відновлення рівноваги в бюджеті необхідно було ввести нові податки. Справа ця, яке вимагало зрілого обговорення і в той же час особливою поспішності, покладено було С. А. Грейгом на Гірса. Уже під час обговорення в Державній Раді розпису на 1879 року міністр оголосив, що зведенням її без дефіциту він зобов'язаний багато в чому працям і енергії свого товариша.
Посилені праці підірвали здоров'я Г. Навесні 1880 році він захворів; їздив лікуватися в Вісбаден, але безуспішно.
Після повернення в Росію, Олександр Карлович Гірс помер 24 липня 1880 року в маєтку Михайлівському, поблизу м Луги. Похований в Новодівичому монастирі в місті Санкт-Петербурзі .
А. К. Гірс свої деякі вільні від служби хвилини присвячував вивченню науки державного господарства і застосування її почав до Росії.
Багато з його офіційних праць носять характер наукових досліджень з економічних питань. 18 січня 1849 М. Г. був обраний секретарем Імп. Географічного товариства і приніс суспільству велику користь своїми працями; 27 березня 1851 він відмовився від цієї посади, за словами історика суспільства, «стомлений який не знав спокою і відпочинку діяльністю віце-голови» M.H. Муравйова .
Але діяльність його в суспільстві не припинилася: він був членом комісії по виданню перекладу «Азії» Ріттера (1852 г.), ради товариства (1859—1864), ревізійної комісії; крім того він брав участь в комісії Товариства по збиранню статистичних даних в архівах (в кінці 40-х рр.) і в складанні Товариством інструкції для збирання господарсько-статистичних відомостей.
З його праць надруковані, крім вищезазначених: стаття «Про поземельної власності і про поступове її зміні» («Бібліотека для читання» 1835 р., Тобто 12), «Новітні школи і суперечки в політичній економії» (ibid, 1838 р т. 31, за підписом А. Г-с). Гірс співпрацював також в "Журналі Мініст. Внутр. Справ ".
Як людина, Гірс своїм добрим серцем, своїм лагідним, але в той же час чесним і тверезим поглядом на життя, примирливо діяв на всіх, хто знав його і залишив по собі добру пам'ять.

## Нагороди
Служба Гірса була нагороджена наступними вищими орденами:
- св. Станіслава 1 ст. (Червень 1858 г.),
- св. Анни 1 ст. (Квітень 1864 г.),
- св. Володимира 2 ст. (Березень 1866 г.),
- Білого Орла (квітень 1870 г.),
- св. Олександра Невського (травень 1873 р за праці з комісії про особистої військової повинності),
- св. Олександра Невського з алмазами (грудень 1876 р.)